# Acanthocereus tepalcatepecanus
Acanthocereus tepalcatepecanus ist eine Pflanzenart in der Gattung Acanthocereus aus der Familie der Kakteengewächse (Cactaceae). Das Artepitheton tepalcatepecanus verweist auf das Vorkommen der Art im Abfluss des Río Tepalcatepec.

## Beschreibung
Acanthocereus tepalcatepecanus wächst strauchig, oft wuchernd mit anfangs aufrechten, später übergeneigten, nur selten verzweigten Trieben und erreicht Wuchshöhen von 60 bis 130 Zentimeter. Die hellbraunen, karottenartigen, gelegentlich gegabelten Wurzeln sind bis zu 35 Zentimeter lang und weisen Durchmesser von 8 bis 12 Zentimeter auf. Die Triebe sind zweigestaltig (dimorph). Junge Triebe sind aufrecht, 30 bis 40 Zentimeter lang und messen 9 bis 10 Millimeter im Durchmesser. Sie bestehen aus ein bis mehreren, mehr oder weniger dreieckigen, dunkelgrünen, bis 15 Zentimeter langen Abschnitten. Aus den Areolen entspringen ein bis drei abstehende Mitteldornen sowie sechs bis sieben Randdornen. Ältere Triebe sind drehrund mit einem Durchmesser von 16 bis 22 Millimeter. Sie besitzen drei bis vier unauffällige, stumpf gerundete Rippen. Die Triebe sind anfangs trübgrün und weiß gefleckt. Später werden sie fast vollständig weiß. Die kurzen Dornen sind konisch. Es sind drei Mitteldornen und neun anliegende Randdornen vorhanden.
Über die Blüten ist nichts bekannt. Die länglichen Früchte sind 5,5 bis 7,5 Zentimeter lang. Sie sind anfangs grün und werden bei Reife dunkel purpurrot. Sie enthalten ein rotes Fruchtfleisch.

## Verbreitung, Systematik und Gefährdung
Acanthocereus tepalcatepecanus ist in den mexikanischen Bundesstaaten Jalisco und Michoacán in Höhenlagen von 500 bis 800 m verbreitet.
Die Erstbeschreibung als Peniocereus tepalcatepecanus erfolgte 1974 durch Hernándo Sánchez-Mejorada. Joël Lodé stellte die Art 2013 in die Gattung Acanthocereus.
In der Roten Liste gefährdeter Arten der IUCN wird die Art als „Vulnerable (VU)“, d. h. als gefährdet geführt.

## Nachweise